# Douglas Stuart
Douglas Cecil Rees Stuart (Kingston-upon-Thames, Londres, 1 de març de 1885 – Marsella, 1969) va ser un remer anglès que va competir a començaments del segle xx.
Stuart estudià al Cheltenham College, on començà a practicar el rem. Remà pel Kingston Rowing Club i el 1903, amb 17 anys, fou subcampió amb C M Steele de la Silver Goblets de la Henley Royal Regatta. Dos anys més tard, el 1905, junt a Charles Vincent Fox guanyà la Silver Goblets. Posteriorment estudià al Trinity College de la Universitat de Cambridge, on remà amb l'equip de la universitat en la Regata Oxford-Cambridge de 1906, 1907 i 1908.
El 1908 disputà els Jocs Olímpics de Londres, on guanyà la medalla de bronze en la prova del vuit amb timoner del programa de rem.
El 1909 aconseguí el títol d'advocat. Durant la Primera Guerra Mundial va servir al 1r batalló del Border Regiment. i va ser greument ferit durant la batalla del Somme, al juliol de 1916. Posteriorment va servir com a capità al Courts Martial i el 1920 fou nomenat Secretari Principal Adjunt a l'Agència Tributària.